# Harpswell (Lincolnshire)
Harpswell – wieś w Anglii, w hrabstwie Lincolnshire, w dystrykcie West Lindsey. Leży 19 km na północ od Lincoln i 213 km na północ od Londynu.